# Powellia elliptica
Powellia elliptica là một loài rêu trong họ Racopilaceae. Loài này được (Renauld) Zanten mô tả khoa học đầu tiên năm 2003.